# Wonju DB Promy
Wonju DB Promy (Coreano: 원주 DB 프로미) es un equipo de baloncesto coreano con sede en Busan, que compite en la KBL, la primera categoría del baloncesto del país. Su principal patrocinador y propietario del club es DB Group.
El club se fundó en 1997 con la denominación de Wonju Naray Blue Bird, pasando por diferentes nombres hasta que fue adquirido por el grupo Dongbu en 2005, adoptando la denominación actual. Disputa sus partidos como local en el Wonju Gymnasium, con capacidad para 4.600 espectadores.

## Palmarés

### Nacional
KBL
Campeón (3): 2002-03, 2004-05, 2007-2008
Finalista (6): 1997, 2003–04, 2010–11, 2011–12, 2014–15, 2017-18

## Posiciones en Liga
| - 1997 - 2.º - 1998 - - 1999 - - 2000 - - 2001 - 7.º - 2002 - 9.º - 2003 - 1º - 2004 - 2.º | - 2005 - 1º - 2006 - 3.º - 2007 - 2.º - 2008 - 1º - 2009 - 3.º - 2010 - 5.º - 2011 - 2.º - 2012 - 2.º | - 2013 - 7.º - 2014 - 10.º - 2015 - 2.º - 2016 - 6.º - 2017 - 5.º - 2018 - 2.º |